# Maxillopoda

Maxillopoda är en klass av kräftdjur. Systematiken inom klassen är omstridd och det egentliga släktskapet mellan de ingående grupperna omdiskuterat, då Maxillopoda enligt en del auktoriteter inte är en monofyletisk grupp. Maxillopoda accepteras dock i ITIS och WoRMS som giltigt taxon. Den uppdelning som följs här (Martin och Davis) erkänner sex olika underklasser. Andra sätt att beskriva kräftdjurens systematik har en annan uppdelning av underklasser och eller anger vissa av dessa underklasser som egna klasser inom understammen kräftdjur.
Gruppens arter lever i hav och sötvatten världen över. De flesta är små kräftdjur, undantaget en del rankfotingar som långhalsar, vilka blir jämförelsevis stora. Långhalsar och havstulpaner lever fastsittande på föremål och livnär sig som filtrerare. Många andra arter inom Maxillopoda är parasiter, dels på fiskar (exempelvis karplöss) och dels på andra kräftdjur (som arter i släktet Sacculina, vilka parasiterar krabbor). Bland hoppkräftorna förekommer några av de individrikaste arterna av alla havslevande kräftdjur och i havets näringskedja är hoppkräftor en viktig födokälla för många fiskar.

## Underklasser
- Thecostraca, med bland annat rankfotingar.
- Tantulocarida
- Branchiura, karplöss.
- Pentastomida, tungmaskar.
- Mystacocarida
- Copepoda, hoppkräftor.